# Fernando de Terán
Fernando de Terán Troyano (Madrid, 1934) Arquitecto dedicado especialmente al urbanismo. Se tituló en la Escuela Superior de Arquitectura de Madrid en 1961, doctorándose en 1966. Es catedrático de Urbanismo y profesor emérito de la misma desde 1996, donde también ostentaría el cargo de director del Departamento de Urbanística y Ordenación del Territorio.
A lo largo de su vida y trayectoria profesional, ha compaginado la enseñanza en las aulas universitarias con la investigación, dejando en su haber un gran número de publicaciones y la realización de diversos proyectos profesionales. 
Durante tres años desempeñó el cargo de director técnico del Área Metropolitana de Madrid (1977-1980). Posteriormente fue director del Instituto de Estudios de Administración Local entre los años 1985-1987. Asimismo, ejerció la docencia entre los años 1980-1993 en la Universidad Politécnica de Madrid como catedrático de Urbanismo, siendo nombrado profesor emérito en 2001. En ese mismo año recibió la Medalla de Oro de Urbanismo de la Comunidad Autónoma de Madrid. En 2002 es nombrado académico de la Real Academia de Bellas Artes de San Fernando. En la edición del 2005, Fernando de Terán es galardonado con el Premio Rey Jaime I de la Generalitat Valenciana, en la recién inaugurada categoría de Urbanismo, Paisaje y Sostenibilidad.
Es miembro numerario del Instituto de Estudios Madrileños y Asesor Científico del Comité Nacional del ICOMOS de España. Ostenta también el título de profesor honorífico de las universidades argentinas de La Plata y de Mendoza, así como de la Facultad Latinoamericana de Ciencias Ambientales, FLACAM, (Cátedra de la Unesco). Fruto de su colaboración con estas universidades son su libro «La Plata, ciudad nueva, ciudad antigua», coeditado por la Universidad Nacional de la Plata, o su labor como organizador de la exposición «La Ciudad Hispanoamericana. El sueño de un orden», que desde su inauguración en 1989 viaja por diversos países americanos y europeos, dando origen al libro del mismo nombre.
Es autor además de numerosos artículos, ensayos y libros entre los que cabe reseñar: "Planeamiento urbano en la España contemporánea" (1978), "Madrid, ciudad región" (1992) e "Historia del Urbanismo en España, siglos XIX y XX" (1999). Ha sido igualmente fundador y director de Ciudad y Territorio (1969-1989), la primera revista española de urbanismo, así como la revista Urban (1997-2007). De igual modo, ha colaborado en otros muchos como: "La Historia de España de Menéndez Pidal ", tomos XXXVI y XXXIX, (Espasa Calpe); "España Siglo XXI", tomo V, (Instituto de España); "La Plata, Ciudad Nueva, Ciudad Antigua" (Instituto de Estudios de Administración Local). Entre sus trabajos profesionales cabe destacar:
- La remodelación del Paseo del Prado (2002) junto a Álvaro  Siza  y Juan Miguel Hernández León.
- El colegio Santa María de los Rosales.
- Para el Instituto Nacional de Colonización, los poblados de Setefilla y Sacramento.